# Wanica
Wanica je jedan od deset okruga u Surinamu. 

## Zemljopis
Okrug se nalazi u sjeveroistočnom dijelu zemlje, prostire se na 443 km2.  Susjedni surinamski okruzi su Saramacca na zapadu, Para na jugu te Commewijne i Paramaribo na istoku. Središte okruga je naselje Lelydorp u kojem je 2012. godine živjelo 19.910 stanovnika. 

## Demografija
Prema podacima iz 2012. godine u okrugu živi 118.222 stanovnika, dok je prosječna gustoća naseljenosti 267 stanovnika na km².

## Administrativna podjela
Okrug je podjeljen na sedam općina (nizozemski: resort) .
| Općina           | Površina km² | Gustoća stan./km² | Stanovništvo (2004.) |
| ---------------- | ------------ | ----------------- | -------------------- |
| Kwatta           | 62           | 162,8             | 10.091               |
| Saramacca Polder | 28           | 278,2             | 7.789                |
| Koewarasan       | 71           | 227,6             | 16.161               |
| De Nieuwe Grond  | 38           | 532,1             | 20.219               |
| Lelydorp         | 149          | 107,0             | 15.945               |
| Houttuin         | 58           | 176,3             | 10.227               |
| Domburg          | 37           | 150.1             | 5,554                |